# Chiesa di San Giorgio (Pordenone)
La chiesa di San Giorgio è una chiesa di Pordenone.

## Storia

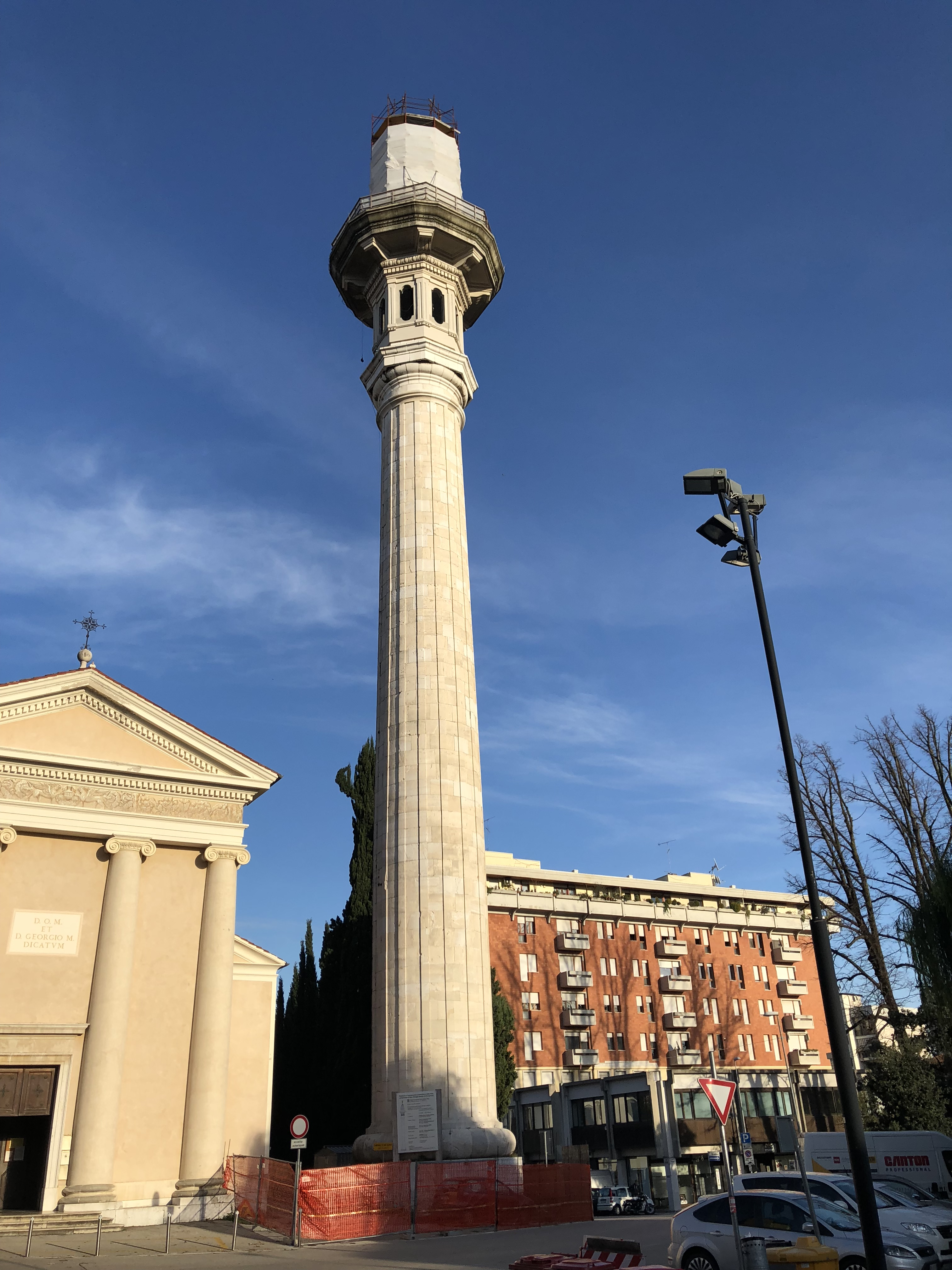
Il campanile

Costruita su un piccolo oratorio del Trecento dedicato a San Giorgio, è la seconda chiesa parrocchiale della città dal 1588. Subì numerose trasformazioni fino al 1873, quando fu solennemente consacrata. La facciata, al pari del vicino campanile, è in stile neoclassico su progetto di  Giovanni Battista Bassi.
Nel 1945, nel corso della Seconda Guerra Mondiale, una bomba si sfasciò nel tetto e, caduta sul pavimento della chiesa, non esplose.

## Campanile di San Giorgio
A fianco della chiesa vi è il campanile, in pietra d’Istria e nella forma di colonna toscano-dorica, progettato da Giovanni Battista Bassi. La costruzione della torre iniziò nel 1852, dopo l'abbattimento del precedente campanile ubicato dalla parte opposta. Il campanile di San Giorgio, per ragioni economiche, fu ultimato soltanto nel 1914.
La benedizione del campanile e la consacrazione delle campane avvenne domenica 18 ottobre 1914, alla presenza del vescovo, mons. Francesco Isola. Poco tempo dopo, a causa del primo conflitto mondiale, le campane cessarono di suonare, e nel 1918 gli occupanti degli eserciti austro-ungarico e tedesco fusero le campane per creare nuovi cannoni. Successivamente, a guerra conclusa, il giorno 8 dicembre 1919 le nuove campane vennero benedette dal vescovo, mons. Paulini. In seguito, il 14 agosto 1929, dalla torre risuonò il suono di tre nuove campane, così distinte per nome e peso: Maria Assunta, la maggiore, di 13 quintali; San Giorgio, la media, di 9; Santa Lucia, la minore, di 6.
La sistemazione da dare alla statua di San Giorgio fu al centro di una accesa disputa. I residenti di Borgo Castello non volevano infatti che il santo voltasse loro le spalle, ma persero la contesa. La statua fu poi sostituita da una nuova nel 1961, su progetto degli scultori Pierino Sam e Giulio Piccini, e degli artigiani Pietro Gorasso (rame) e Mario Plai (ferro).
Nel corso del periodo compreso tra il 2016 e il 2019, il campanile è stato oggetto di un profondo intervento di conservazione e restauro.

## Interno
All'interno vi sono diverse opere d'arte. Degne di menzione: la pala dell'altare maggiore di Gasparo Narvesa, raffigurante "San Giorgio che uccide il drago”; i dipinti ottocenteschi di Sant'Anna e Santa Lucia di Michelangelo Grigoletti; la pala di Sant'Antonio di Pio Rossi; gli affreschi di Tiburzio Donadon, rappresentanti l'Annunciazione e Santi e Angeli, rispettivamente presenti nella zona absidale e sulla volta; e le stazioni della Via Crucis di Mario Moretti.
Sopra la porta d'ingresso principale, nella cantoria, è presente un pregevole organo a canne, risalente al 1841, di G.B. De Lorenzi. Nel 2007, a seguito di un lungo e complesso restauro, l'organo ha riacquistato un'intensa sonorità.